# Фемінізація бідності

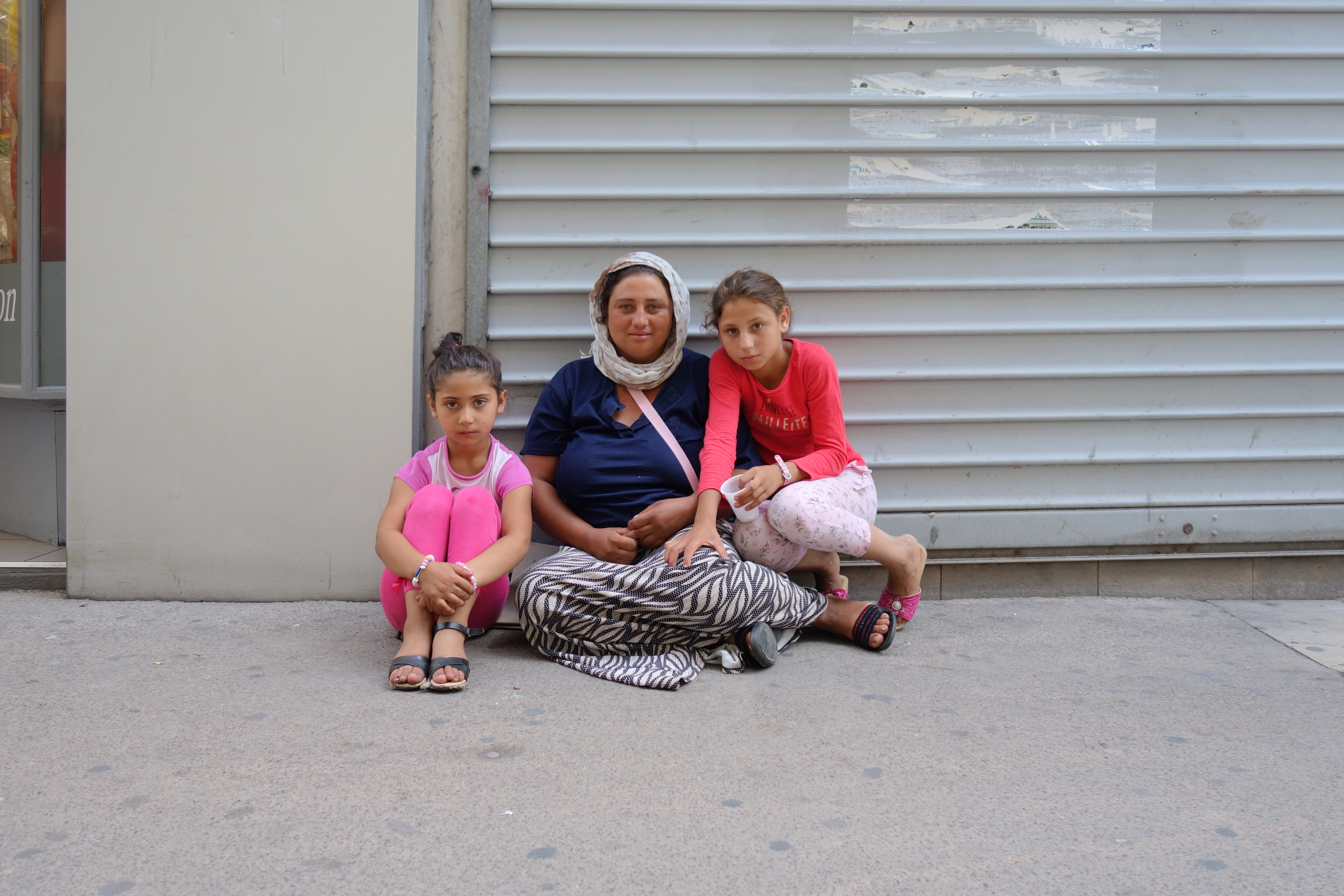
Бідна сім'я на вулиці в Сент-Етьєні

Фемінізація бідності стосується тенденції зростання нерівності у рівні життя між чоловіками та жінками через збільшення гендерного розриву у бідності. Це явище значною мірою пов'язане з тим, як жінки та діти непропорційно представлені у нижчому соціально-економічному статусі у порівнянні з чоловіками, що мають такий самий соціально-економічний статус. Причини фемінізації бідності включають структуру сім'ї та домогосподарства, зайнятість, сексуальне насильство, освіту, кліматичні зміни, фемономіку та здоров'я. Традиційні стереотипи щодо жінок залишаються вкоріненими у багатьох культурах, обмежуючи можливості для отримання доходу та залучення у громаду для багатьох жінок. У поєднанні з низьким базовим доходом це може проявитись у циклі бідності, а отже, до проблеми між поколіннями.
Цей термін виник у США наприкінці ХХ століття і зберігає популярність як суперечливе міжнародне явище. Деякі дослідники описують ці проблеми як глибокі в деяких країнах Азії, Африки та деяких районах Європи. Жінки в цих країнах, як правило, позбавлені доходу, можливостей працевлаштування, фізичної та емоційної допомоги, що робить їх вразливими для бідності. Це явище також різниться між релігійними групами залежно від того, яка увага приділяється ґендерним ролям та наскільки ретельно дотримуються їхні релігійні культи.
Фемінізація бідності в основному вимірюється за допомогою трьох міжнародних показників. Ці показники ― це гендерний індекс розвитку, показник розширення гендерних можливостей та індекс людської бідності. Ці показники зосереджуються на інших питаннях, крім грошових чи фінансових. Ці показники зосереджуються на гендерній нерівності, рівні життя та висвітлюють різницю між бідністю людей та малими доходами.

## Історія
Концепція «фемінізації бідності» бере свій початок у 1970-х роках і стала популярною у 1990-х роках завдяки деяким документам ООН. Термін став популярним у суспільстві після виходу дослідження, присвяченого гендерним закономірностям в еволюції рівня бідності в США.
Фемінізація бідності ― відносна концепція, заснована на порівнянні економічного становища жінок і чоловіків. Наприклад, фемінізація бідності полягає в тому, що бідність у суспільстві помітно зменшується серед чоловіків і лише незначно зменшується серед жінок.

## Визначення
Фемінізація бідності ― це досі суперечлива тема з безліччю значень і шарів. Медейрос М., Коста Дж. (2008) зазначають, що фемінізація бідності пов'язана із збільшенням розривів у якості життя чоловіків та жінок, тоді як він також торкається розриву між домашніми ролями чоловіків та жінок. Медейрос М. та Коста Дж. (2008) також описує ескалаційну роль, яку ґендерна дискримінація відіграє у визначенні бідності. Наприклад, посилення дискримінації заробітної плати між чоловіками та жінками, може посилити бідність серед жінок та чоловіків усіх типів сімей. Це і можна розуміти як фемінізацію бідності, оскільки вона позначає зв'язок між упередженнями щодо жінок та зростанням бідності. У багатьох випадках такі причини бідності призведуть до одного з видів фемінізації бідності, тобто підвищення рівня бідності жінок та домогосподарств, які очолюють жінки.
Концепція також послужила ілюстрацією багатьох соціальних та економічних факторів, що сприяють бідності жінок, включаючи значний розрив у оплаті праці між жінками та чоловіками.
Існують два припущення, що лежать в основі показників бідності, згідно з Bessell S (2010). По-перше, існує така тенденція прирівнювати дохід до здатності контролювати дохід. Хоча жінки можуть контролювати зароблений дохід, межі низького фінансового суверенітету жінок добре демонструються. Міра, заснована на доході, може приховувати масштаби та характер бідності, коли жінки отримують дохід, але не мають контролю над цими заробітками. Хоча питання про те, хто контролює доходи, є для жінок делікатним питанням, він також має відношення до становища та добробуту чоловіків.
Друге, це припущення, що дохід створює рівний доступ і приносить рівні вигоди. Доступ до освіти свідчить саме про це. Хоча брак фінансових ресурсів може спричинити низький рівень охоплення або високий рівень відсіву серед бідних дітей, соціальні цінності щодо ролі жінок та важливості освіти для дівчат, швидше за все, будуть більш значущими.

## Причини

Відношення середньої жіночої зарплати до середньої чоловічої. Кожен колір позначає 5% від середнього чоловічого заробітку. Синій - 0.90, коричневий - 0.12. Звіт 2010 року.

Фактори, що ставлять жінок під високий ризик злиднів, включають зміну структури сім'ї, розбіжності в рівнях заробітної плати серед жінок, залученість жінок у низькооплачуваних професіях, відсутність підтримки робочих сімей та проблеми, пов'язані з доступом до державних благ. Фемінізація бідності ― проблема, яка може бути найсерйознішою в частинах Південної Азії, а також може відрізнятися залежно від соціальних класів. Незважаючи на те, що основною причиною є низький дохід, існує багато взаємопов'язаних аспектів цієї проблеми. Одинокі матері, як правило, мають найбільший ризик крайньої бідності, оскільки їх доходу недостатньо для виховання дітей. Образ «традиційної» жінки" та її традиційної ролі все ще впливає на багато культур у сучасному світі і ми досі не до кінця усвідомлює, що жінки є важливою частиною економіки. Крім того, бідність за доходами знижує можливості їхніх дітей для гарної освіти та харчування. Низький дохід є наслідком соціальної упередженості щодо жінок, які намагаються отримати офіційну роботу, що, у свою чергу, поглиблює цикл бідності. Окрім доходу, бідність проявляється в інших вимірах, таких як брак часу та позбавлення можливостей. Бідність є багатовимірною, і, отже, економічні, демографічні та соціально-культурні фактори перекриваються та сприяють встановленню бідності. Це явище має безліч основних причин та проявів.

### Одинокі матері
Одинокі матері та їх домогосподарства мають велике значення у вирішенні питань фемінізації бідності, і їх можна в цілому визначити як домогосподарства, в яких головами є жінки, а чоловіків немає. Домогосподарства одиноких матерів піддаються найбільшому ризику злиднів для жінок через брак доходів та ресурсів. У світі триває збільшення домогосподарств одиноких матерів, що призводить до збільшення відсотка жінок, які опинились у злиднях. Одинокі матері ― найбідніші жінки в суспільстві, і їх діти, як правило, зазнають неблагополуччя порівняно з однолітками. Різні фактори можуть бути прийняті до уваги для збільшення кількості головування жінок у домогосподарствах. Хоча голови домогосподарств, які не перебувають у шлюбі, також зазнають економічного ризику, зміни в структурі сім'ї, зокрема розлучення, є основною причиною початкових періодів бідності серед домогосподарств, які очолюють жінки. Коли чоловіки стають трудовими мігрантами, жінки залишаються головним доглядачам своїх домівок. Ті жінки, які мають можливість працювати, зазвичай не отримують кращих робочих місць. Вони залишаються на робочих місцях, які не пропонують фінансової стійкості та переваг. Інші фактори, такі як хвороби та смерть чоловіків, призводять до збільшення домогосподарств одиноких матерів у країнах, що розвиваються.
Домогосподарства, які очолюють жінки, найбільш схильні до бідності, оскільки вони отримують менше доходів, щоб забезпечити фінансову підтримку в домогосподарстві. Згідно з тематичним дослідженням у Зімбабве, домогосподарства, очолювані вдовами, мають дохід приблизно вдвічі нижчий від домогосподарств, очолюваних чоловіками, а фактично домогосподарства, які очолюють жінки, мають приблизно три чверті доходів домогосподарств, які очолюють чоловіки. Крім того, домогосподарствам матерів-одиначок не вистачає життєво важливих ресурсів, що погіршує стан бідності. Вони не мають доступу до можливостей досягти гідного рівня життя поряд із базовими потребами, такими як охорона здоров'я та освіта.
Виховання в умовах бідності може спричинити емоційну нестабільність для дитини та її стосунків з одинокою матір'ю.
Багато факторів сприяють збіднінню. Деякі з цих факторів більш поширені у житті одиноких матерів. Коли вивичаються демографічні показники життя одиноких матерів, кілька факторів виявляються в більш високих показниках. Сімейний стан (розлучення чи вдівство), освіта та раса сильно корелювали з рівнем бідності для одиноких матерів. Зокрема, дуже мало матерів на межі бідності мали вищу освіту і їм доводилося «працювати, щоб звести кінці з кінцями».
Матері були визнані «доглядальницями» або «виховательками» сімей. Деякі стереотипні речі, які очікуються від матерів, важче забезпечити в домогосподарстві з низьким рівнем доходу, коли основним постачальником послуг є мати. Прикладом стереотипної материнської роботи доктор Блум вважає приносити ласощі в школу на дні народження і, як очікується, відвідувати батьківські збори. Дослідниця Деніз Забкевич проводила опитування одиноких матерів, які збідніли, і вимірювала рівень депресії з плином часу. Оскільки нещодавні дослідження у 2010 р. висунули гіпотезу, що робота корисна для психічного здоров'я, Забкевич думала дослідити, чи є робота розумово корисною для одиноких матерів тадійшла висновку, що вони відповідають дійсності; рівень депресії серед матерів був значно нижчим, коли вона займала стабільну, довгострокову роботу.

### Працевлаштування

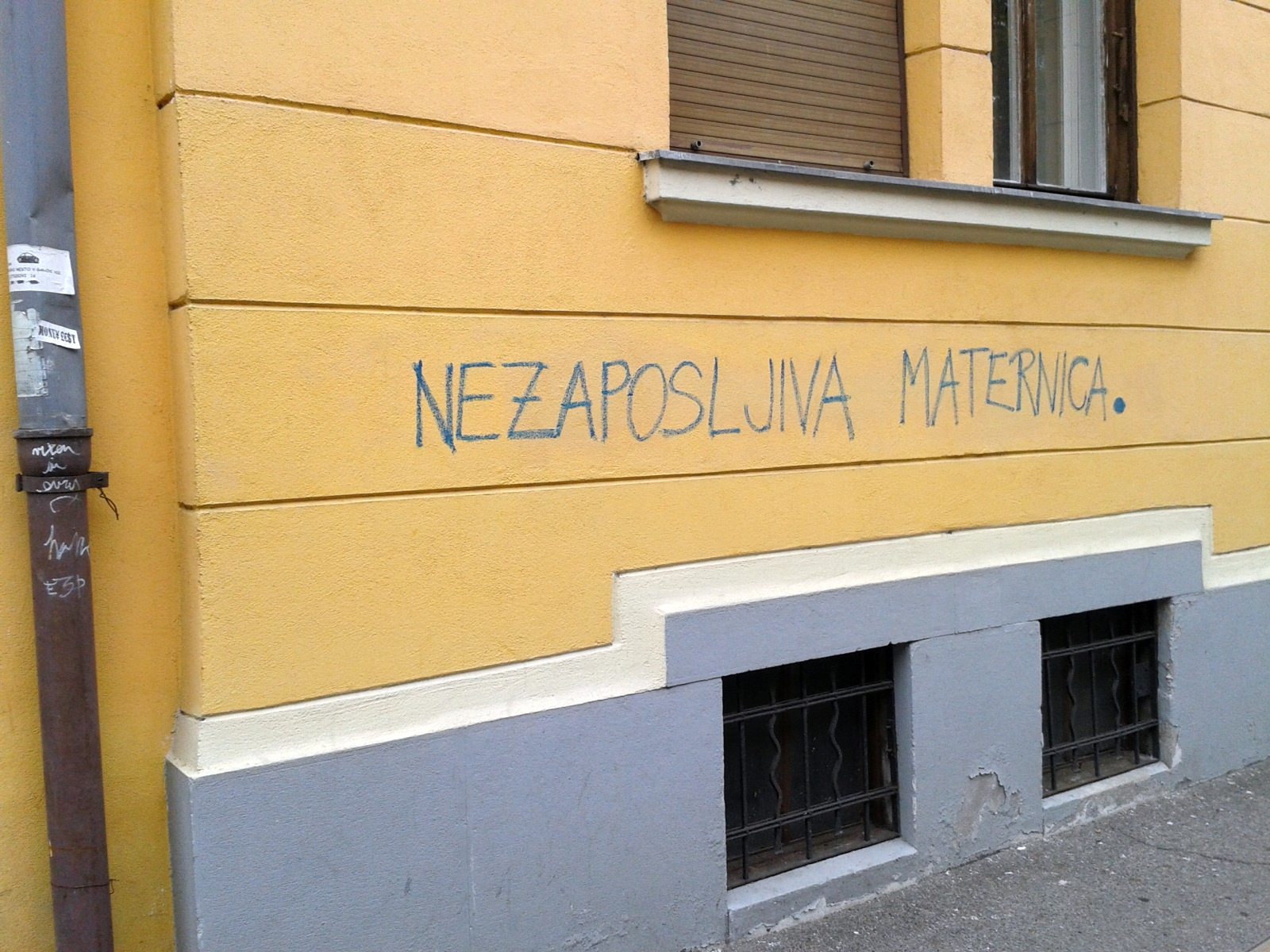
«Безробітна мати», графіті в Любляні, Словенія

Можливості працевлаштування для жінок у всьому світі обмежені. Здатність матеріально контролювати навколишнє середовище, отримуючи рівний доступ до роботи, яка гуманізує та забезпечує значущі стосунки з іншими працівниками, є важливою здатністю. Вплив на зайнятість виходить за рамки фінансової незалежності. Працевлаштування створює вищий рівень безпеки та реальний досвід, який підвищує увагу в сім'ях та збільшує переговорні позиції жінок. Хоча спостерігається значне зростання зайнятості жінок, якість робочих місць все ще залишається глибоко неоднаковою.
Існує два види зайнятості: офіційне та неформальне. Офіційна зайнятість регулюється державою, а працівники мають заробітну плату та певні права. Неформальна зайнятість відбувається на невеликих, незареєстрованих підприємствах. Як правило, це велике джерело зайнятості жінок. Тягар роботи неформальної допомоги переважно лягає на жінок, які працюють довше і важче в цій ролі, ніж чоловіки. Це впливає на їх здатність займатися іншою роботою, міняти посади, години роботи, та їхнє рішення кинути роботу. Однак жінки, які мають університетські та інші форми вищої освіти, як правило, залишаються на своїх робочих місцях, навіть виконуючи обов'язки щодо догляду, що свідчить про те, що людський капітал, отриманий з цього досвіду, змушує жінок відчувати альтернативні витрати, коли вони втрачають роботу. Народження дітей також історично впливало на вибір жінок залишатись працевлаштованими. Хоча цей «ефект дитини» значно зменшився з 1970-х років, зайнятість жінок в даний час зменшується. Це менше пов'язано з вихованням дітей, а більше з поганим ринком праці для всіх жінок, матерів та нематерів.

### Сексуальне насильство
Формою сексуального насильства, що зростає, є торгівля людьми. Бідність може призвести до збільшення торгівлі людьми через збільшення кількості людей на вулицях. На сьогоднішній день людей, поневолених у торгівлі людьми, більше, ніж було під час африканської торгівлі рабами. «Брендинг» торгівлі людьми призводить до усвідомлення проблеми, стверджує авторка Там Мей. Це дозволяє публічно заявляти та втручатися. У Там Мей, зазначено, що зменшення бідності може призвести до зменшення торгівлі людьми з вулиць.

### Освіта
Жінки та дівчата мають обмежений доступ до базової освіти в країнах, що розвиваються. Це пов'язано з сильною гендерною дискримінацією та соціальною ієрархією в цих країнах. Приблизно чверть дівчат у країнах, що розвиваються, не відвідують школу. Це перешкоджає здатності жінки робити обгрунтований вибір та досягати цілей. Забезпечення жіночої освіти призводить до зменшення бідності домогосподарств. Вища освіта є головним ключем до зменшення бідності жінок.
Обмежена кількість дівчат, які навчаються в країнах, що розвиваються, має вищий рівень відсіву, ніж хлопчики. Це спричинено високим рівнем зґвалтування та сексуальних нападів, які можуть призвести до небажаної вагітності та пріоритетності освіти у чоловіків. Чоловіки отримуватимуть освіту, поки жінки навчаться побутовим навичкам, включаючи прибирання, приготування їжі та догляд за дітьми. Існує надзвичайно високий рівень заяв про неправомірні домагання вчителів до жінок «за оцінку». Через сексуальні домагання студентів та викладачів існує велика нерівність вищої освіти для жінок.

### Зміна клімату
Жінки частіше виявляються бідними та відповідають за догляд за бідними дітьми, ніж чоловіки. Приблизно 70 відсотків бідних у світі складають жінки; сільські жінки в країнах, що розвиваються, є одними з найбільш неблагополучних груп на планеті. Тому навряд чи вони матимуть необхідні ресурси для подолання змін, спричинених зміною клімату, і дуже ймовірно зазнають погіршення своїх повсякденних умов. Бідні жінки частіше страждали або гинули внаслідок стихійних лих та екстремальних погодних явищ, ніж чоловіки. Існують також дані, які свідчать про те, що коли домогосподарства відчувають дефіцит їжі, жінки, як правило, залишаються без їжі, щоб їхні діти могли їсти, з усіма наслідками для здоров'я, які це приносить для них. Оскільки бідність та зміна клімату тісно пов'язані між собою, найбідніші та найнеблагополучніші групи часто залежать від засобів до існування, вразливих до кліматичних змін, таких як сільське господарство, що робить їх непропорційно вразливими до кліматичних змін. Цим групам не вистачає ресурсів, на кращі будинки та посухостійкі культури. Цей зменшений пристосувальний потенціал робить їх ще більш вразливими, штовхаючи їх брати участь у нестійких екологічних практиках, таких як вирубка лісів, з метою підтримання їхнього добробуту.
Ступінь впливу на людину кліматичних змін частково залежить від їх соціального статусу, влади, бідності та доступу до ресурсів та контролю над ними. Жінки є більш вразливими до впливів кліматичних змін, оскільки вони становлять основну частину бідних у всьому світі і в більшій мірі залежать від засобів для існування від природних ресурсів, яким загрожує зміна клімату. Обмежена мобільність у поєднанні з нерівним доступом до ресурсів та до процесів прийняття рішень ставить жінок у сільській місцевості в ситуацію, коли на них непропорційно впливають зміни клімату.
Є три основні аргументи щодо жінок та змін клімату. По-перше, що жінки потребують особливої уваги, оскільки вони є найбіднішими; по-друге, тому що вони мають вищий рівень смертності під час стихійних лих, спричинених зміною клімату, і по-третє, тому що жінки є більш екологічно свідомими. Хоча перші дві стосуються переважно жінок на Півдні, остання особливо відображається в дослідженнях про гендерні зміни та зміни клімату на Півночі. Фемінізація бідності була використана для ілюстрації відмінностей між бідністю чоловіків та жінок у даному контексті, а також змін бідності чоловіків та жінок з плином часу. Як правило, такий підхід підживлює уявлення про те, що домогосподарства, очолювані жінками, як правило, є біднішими, ніж інші домогосподарства. Жінки, очевидно, перебувають у неблагополучному положенні, ніж чоловіки, через погану побутову інфраструктуру та менш доступні джерела енергії.

### Фемономіка
Окрім того, що жінки заробляють менше, жінки можуть зіткнутися з «фемономікою» абогендерними грошима ― терміном, створеним Reeta Wolfsohn, CMSW, для відображення багатьох несправедливостей, з якими стикаються жінки, що збільшує їхню ймовірність страждати від фінансових труднощів . Образ «традиційної» жінки та її традиційної ролі все ще впливає на багато культур у сучасному світі і які досі не до кінця усвідомлюють, що жінки є важливою частиною економіки. Жінки мають унікальні проблеми в охороні здоров'я/проблеми доступу, пов'язані з розмноженням, що збільшує як їхні витрати на охорону здоров'я, так і ризики. Дослідження також показують, що жінки, як правило, живуть на п'ять років довше, ніж чоловіки. Смерть подружжя є важливою детермінантою бідності жінок похилого віку, оскільки жінка залишається відповідальною за фінанси. Однак жінки, швидше за все, будуть фінансово неграмотними, і тому їм важче розпоряджатися своїми грошима.
У 2009 році Горнік та ін. виявили, що жінки похилого віку (старше 60 років), як правило, набагато заможніші, ніж їх середній показник по країні в Німеччині, США, Великій Британії, Швеції та Італії (дані 1999—2001 рр.). У США їхні статки в чотири рази перевищували медіану за національним значенням.

### Здоров'я
Жінки, що збідніли, зменшують доступ до медичних послуг та ресурсів. Здатність мати хороше здоров'я, включаючи репродуктивне здоров'я, належним чином харчуватися та мати належний притулок, може суттєво змінити їхнє життя. Гендерна нерівність у суспільстві заважає жінкам користуватися послугами догляду, а отже, ризикує погіршити здоров'я, харчування та важкі захворювання. Бідні жінки також вразливіші до сексуального насильства та ризику ВІЛ/СНІДу, оскільки вони менш здатні захищатися від впливових людей, які можуть сексуально зловживати ними. Передача ВІЛ збільшує стигму та соціальний ризик для жінок та дівчат. Інші хвороби, такі як недоїдання та гельмінти, можуть послабити матір та створити небезпечне середовище, роблячи секс, народження та материнський догляд для бідних жінок ризикованішими. У Кореї погане самопочуття є ключовим фактором бідних домогосподарств.

### Жінки як вирішення проблеми бідності
Через програми фінансової допомоги для збіднілих сімей, які передбачають, що лише жінки відповідають за утримання домогосподарства та догляд за дітьми, навантаження може лягти на жінок, щоб забезпечити належне управління цією фінансовою допомогою. Такі програми також мають тенденцію припускати, що всі жінки мають однаковий соціальний статус та потреби, хоча це не так. Цей ефект посилюється збільшенням кількості НУО, орієнтованих виключно на розвиток жінок. Очікується, що жінки будуть утримувати домогосподарство, а також виводити сім'ю з бідності, обов'язки, які можуть збільшити тягар бідності, з яким жінки стикаються в країнах, що розвиваються. У багатьох областях програми умовного переказу готівки надають жінкам пряму фінансову допомогу з метою вивести їх із бідності, але часто вони в кінцевому підсумку обмежують потенціал доходу жінок. Програми, як правило, передбачають, що жінки несуть відповідальність за здоров'я та освітні результати своїх дітей, а також вимагають від них виконання інших програмних заходів, які не дають їм часу на заняття професійними або освітніми можливостями, що призведе до більш високого доходу.

## Форми бідності

### Повноваження щодо прийняття рішень
Повноваження на прийняття рішень є центральними для переговорного становища жінок у домогосподарстві. Це те, як жінки та чоловіки приймають рішення, що стосуються всієї побутової одиниці. Однак жінки та чоловіки часто мають дуже різні пріоритети, коли справа доходить до визначення того, що є найбільш важливим для сім'ї. Фактори, що визначають, який із членів домогосподарства має найбільшу силу у прийнятті рішень, різняться залежно від культур, але в більшості країн  існує надзвичайна гендерна нерівність.  Зазвичай чоловік може визначати, який вибір робити щодо здоров'я жінок, їхньої можливості відвідувати друзів та сім'ю та витрат домогосподарства. Здатність приймати рішення щодо власного здоров'я впливає як на здоров'я жінок, так і на дітей. Те, як вирішуються витрати домогосподарств, впливає на освіту, здоров'я та добробут жінок та дітей. Свобода мобільності жінок впливає на їх здатність забезпечувати власні потреби, а також потреби своїх дітей.
Гендерна дискримінація в домогосподарствах часто корениться у патріархальних упередженнях щодо соціального статусу жінок. Основні фактори, що визначають переговорну силу домогосподарств, включають контроль над доходами та активами, вік, доступ до та рівень освіти. Зі збільшенням повноважень жінок щодо прийняття рішень щодо добробуту їх дітей та сім'ї в цілому приносить користь. Жінки, які здобули вищу освіту, також частіше турбуються про виживання своїх дітей, харчування та відвідування школи.

### Різні доходи
Нестача доходів є основною причиною ризику бідності жінок. Позбавлення доходу заважає жінкам отримувати ресурси та перетворювати свої грошові ресурси в соціально-економічний статус. Більший дохід не тільки забезпечує більший доступ до професійних навичок; отримання більших навичок роботи також збільшує дохід. Оскільки жінки отримують менше доходу, ніж чоловіки, і намагаються отримати доступ до державних благ. Вони позбавлені базової освіти та охорони здоров'я, що з часом перетворюється на цикл виснаження здатності жінок отримувати вищий дохід.

### Брак активів
За словами Марти Нуссбаум, одна з центральних функціональних можливостей людини ― вміння зберігати майно як нерухоме, так і рухоме. У різних країнах жінки не мають повної рівності за законом, а це означає, що вони не мають таких самих майнових прав, як чоловіки; права на укладення договору; або права на об'єднання, мобільність та релігійну свободу. Активи насамперед належать чоловікам або використовуються для домашнього виробництва або споживання, і жодне з них не допомагає жінкам у виплаті позики. Щоб повернути свої позики, жінки, як правило, повинні пройти процес «знесилення», оскільки їм доводиться більше працювати в якості заробітної плати, водночас стикаючись із зростаючим гендерним розподілом ресурсів на внутрішньому рівні. Одним з основних факторів, що впливають на більшу бідність жінок, є обмежені можливості з точки зору доступу та контролю над виробничими ресурсами землі, робочої сили, активів людського капіталу, включаючи освіту та охорону здоров'я, та активів соціального капіталу.

### Часова бідність
Час є складовою, яка включається до злиднів, оскільки це важливий ресурс, який іноді нерівно розподіляється між людьми, особливо в контексті неадекватності інших ресурсів. Це надзвичайно актуально для статі, з помітною різницею у гендерних ролях та відповідальності, що спостерігається у всьому світі. Жінки, звичайно, бідніші у часі в порівнянні з чоловіками за розподілом доходу. Жінки концентруються на репродуктивній або безоплатній діяльності, тоді як чоловіки концентруються на виробничій або компенсованій діяльності. Жінки, як правило, стикаються з більш обмеженим доступом до дозвілля та працюють більше годин у сумі продуктивної та репродуктивної праці, ніж чоловіки. Бідність у часі можна інтерпретувати як відсутність достатнього часу для відпочинку та сну. Чим більше часу, присвяченого оплачуваній чи безоплатній роботі, тим менше часу доступно для інших видів діяльності, таких як розслаблення та задоволення. Розподіл часу між жінками та чоловіками у домогосподарстві та в економіці є головною гендерною проблемою в дискурсі про бідність у часі. Відповідно до цього підходу, будь-яке дослідження добробуту людей повинно включати запитання не лише про те, скільки люди заробляють, але й про те, як вони розпоряджаються своїм часом, щоб отримати товари та послуги для забезпечення свого існування. Бідність у часі є серйозним обмеженням добробуту особистості, оскільки вона заважає мати достатній відпочинок і сон, насолоджуватися дозвіллям та брати участь у громадському чи соціальному житті.

### Позбавлення можливостей
Останні 25 років феміністичні дослідження постійно наголошують на важливості більш цілісних концептуальних рамок для інкапсуляції гендерних обмежень. Сюди входять: «можливості» та «людський розвиток», які визначають такі фактори, як депривація в освіті та охороні здоров'я. Інший — це «засоби до існування», які вказують як на соціальні, так і на матеріальні активи. Також перспективи «соціального відторгнення», що висвітлюють маргіналізацію бідних; та рамки, які підкреслюють значення таких суб'єктивних вимірів бідності, як самооцінка, гідність, вибір та влада. Жінки переживають більшу глибину або тягар бідності, ніж чоловіки. Жінки, швидше за все, переживають більш стійку і довгострокову бідність, ніж чоловіки, та мають більше труднощів, щоб вийти із бідності.

### Погане здоров'я
Бідні жінки вразливіші до хронічних захворювань через матеріальну нестачу та психосоціальний стрес, вищий рівень ризикованої поведінки, нездорові умови життя та обмежений доступ до якісної медичної допомоги. Жінки в більшій мірі сприйнятливі до захворювань у злиднях, оскільки вони менше харчуються, ніж чоловіки, і вразливіші до фізичного та сексуального насильства. Здатність мати гарне здоров'я, включаючи репродуктивне, адекватно харчуватися та мати достатній притулок може суттєво змінити їхнє життя. Насильство проти жінок є основним фактором, що сприяє зараженню ВІЛ. В Африці на південь від Сахари бідність, пов'язана з високим ризиком передачі ВІЛ, збільшує стигму та соціальний ризик, зокрема, для жінок та дівчат. Бідність та її кореляти, такі як недоїдання та паразити, можуть послабити та створити небезпечне середовище, роблячи бідних ще біднішими.

### Соціальне та культурне відчуження
Крім межі бідності можна використовувати інші показники, щоб визначити, чи збідніли люди у своїх країнах. Концепція соціальної та культурної ізоляції допомагає краще передати бідність як процес, що включає безліч агентів. У багатьох країнах, що розвиваються, існують соціальні та культурні норми, які заважають жінкам мати доступ до офіційної зайнятості. Особливо в частині Азії, Північної Африки та Латинської Америки культурні та соціальні норми не дозволяють жінкам мати велику продуктивність праці поза домом, а також економічну позицію в домоволодінні. Ця соціальна нерівність позбавляє жінок можливостей, особливо щодо зайнятості, що призводить до того, що жінки мають більший ризик бідності. Це збільшення професійної гендерної сегрегації та збільшення гендерного розриву в зарплатах збільшує сприйнятливість жінок до бідності.

## Міра злиднів
Важливим аспектом аналізу фемінізації бідності є розуміння того, як вона вимірюється. Невірно вважати, що дохід ― це єдина депривація, яка впливає на бідність жінок. Щоб розглянути проблему з багатовимірної точки зору, спершу повинні бути точні та доступні показники для тих, хто зацікавлений у розширенні можливостей гендерних питань. Часто сукупні індекси критикують за їх концентрацію на грошових питаннях, особливо коли дані про доходи жінок нечисленні, що об'єднує жінок в одну велику, недиференційовану масу.
Три індекси, які часто вивчають, ― це Індекс гендерного розвитку, пов'язаний зі статтю, Ступінь гендерної довіри та Індекс бідності людей. Перші два є гендерними індексами, оскільки вони спеціально збирають дані про жінок для оцінки гендерної нерівності і корисні для розуміння диспропорцій у гендерних можливостях та виборах. Індекс бідності людей, однак, зосереджується на заходах позбавлення, а не на заробітках.
Індекс гендерного розвитку коригує індекс людського розвитку трьома способами:
- Показує тривалість життя або тривалість життя жінок та чоловіків
- Освіта або знання
- Гідний рівень життя[15]

Метою цього індексу є ранжування країн як за їх абсолютним рівнем людського розвитку, так і відносними показниками щодо гендерної рівності. Хоча цей показник збільшив увагу уряду до гендерної нерівності та розвитку, його заходи часто критикують за нехтування важливими аспектами. Однак його актуальність продовжує залишатися невід'ємною частиною розуміння фемінізації бідності, оскільки країни з нижчими показниками можуть потім стимулюватися зосереджуватися на політиці з оцінки та зменшення гендерних диспропорцій.
Ступінь гендерної довіри вимірює жіночі політичні можливості та можливості заробітку через:
- Аналіз, скільки місць в уряді займають жінки
- Частка керівних посад, що займають жінки
- Частка жінок у робочих місцях
- Приблизне співвідношення доходу жінок та чоловіків[15]

Індекс бідності людей ― це багатовимірний підхід, що не ґрунтується на доходах. Він враховує чотири виміри:
- Виживання
- Знання
- Гідний рівень життя
- Соціальна участь

Цей показник корисний для розуміння та висвітлення відмінностей між бідністю людей (яка зосереджується на запереченні основних прав, таких як гідність та свобода) та бідністю доходів. Наприклад, незважаючи на високу стабільність доходів у США, вона також входить до числа країн-лідерок у злиднях серед людей. У своїй статті «На шляху до виміру гендерної бідності людини» Елізабет Дурбін критикує ІБЛ та розширює можливість гендерно-чутливого індексу. Вона стверджує, що ІБЛ включає три виміри бідності: тривалість життя, виміряна часткою населення, яке, як очікується, помре до 40 років, відсутність знань, виміряне часткою неграмотних, та гідний рівень життя, виміряний складеним індексом доступу до медичних послуг, доступу до безпечної води та недоїдання серед дітей віком до 5 років, що може конкретно врахувати гендерні диспропорції. Однак, незважаючи на його використання, важливо зазначити, що ІБЛ не може бути справжнім показником бідності, оскільки він не розглядає певні депривації, такі як відсутність власності на майно та кредит, які мають важливе значення для зміцнення торгових позицій у домогосподарстві для жінок .

## Релігія
У багатьох основних релігіях світу головна увага приділяється традиційним гендерним ролям та обов'язкам кожної людини. Багато побожних послідовників кожної релігії використовували свої відповідні релігійні тексти для відтворення циклу бідності жінок у всьому світі.

### Іслам
У звіті Норвезького інституту міських та регіональних досліджень за 2004 рік було встановлено, що жінки-мусульманки частіше працюють на умовах неповного робочого часу, ніж чоловіки-мусульмани, через те, що їх релігія наголошує на ролі жінок, що займаються доглядом та домогосподарством. Дослідження показало, що ці жінки частіше мають фінансову залежність, ніж чоловіки, оскільки вони вирішили менше брати участь на ринку праці. Мусульманкам, які вирішили носити традиційні жіночі мусульманські аксесуари, такі як хна та хіджаби, може бути важче знайти роботу, ніж тим, хто не носить такий одяг. У справі «Вебб проти Філадельфії» у 2008 році суд постановив, що офіцерка, яка носила її хіджаб з уніформою, порушувала стандарт нейтралітету штатів. Через порушення цього стандарту їй не дозволили легально носити хіджаб під час виконання службових обов'язків.

### Традиційний іудаїзм
За традиційним галахічним законом, єврейські жінки також вважаються доглядальницями домогосподарств, а не годувальницями. У тексті Мішна роль жінки за єврейським законом описується: «вона повинна наповнити для нього його чашу, приготувати йому ліжко і вимити обличчя, руки та ноги».

### Християнство
Деякі течії християнства вважають жінок більш сімейними, ніж чоловіків. Жінки певних сект християнства, а саме п'ятидесятниці, мають залишити свої традиції віри, щоб отримати роботу та уникнути бідності.

## Політика подолання жіночої бідності

### Умовний грошовий переказ
Умовний грошовий переказ ― це можлива політика подолання нинішньої бідності, де бідні жінки відіграють центральну роль. Жінки, які виконують ролі матерів, отримують додаткове навантаження та роботу. Умовні грошові перекази не є ідеальними для подолання бідності одиноких матерів.

### Мікрокредит
Мікрокредитування може бути потенційною політикою допомоги бідним жінкам у країнах, що розвиваються. Мікрокредитування ― це інструмент для подолання бідності, оскільки жінки, що живуть у країнах, що розвиваються, мають дуже мало ресурсів та зв'язків для виживання через відсутність надійної фінансової бази.

### Реформа соціального забезпечення в США
У світлі реформ соціального забезпечення станом на 2001 р. Федеральне законодавство вимагало від отримувачів соціального забезпечення (переважно допомоги сім'ям) брати участь в освітніх чи професійно-технічних навчальних закладах та працювати неповний робочий день, щоб отримати пільги. Одержувачі стипендії на коледж тепер мають 3 роки, щоб закінчити цей ступінь, це змушує людей працювати якомога швидше. Щоб створити систему винагород, Мохісола Тіамію та Шеллі Мітчелл пропонують впровадити послуги з догляду за дітьми для сприяння працевлаштуванню. Жінки з дітьми працюють або на низькооплачуваній роботі, або на умовах неповного робочого дня, недостатньо для створення сім'ї. Одиноке батьківство в США зросло до 1 з 4 сімей, які очолює одинока мати. За підрахунками, діти, які проживають в одиноких домогосподарствах, мають у 4 рази більше шансів збідніти (ювелізація бідності).

## Подальше читання
Gentrification Is a Feminist Issue: The Intersection of Class, Race, Gender and Housing
- Allard, Scott W.; Danziger, Sheldon (January 2002). Proximity and opportunity: how residence and race affect the employment of welfare recipients. Housing Policy Debate. 13 (4): 675—700. doi:10.1080/10511482.2002.9521461. Pdf.

Also as: Allard, Scott W.; Danziger, Sheldon (September 2001). Proximity and opportunity: how residence and race affect the employment of welfare recipients (PDF). National Poverty Center, University of Michigan.
- Palmer, Phyllis (Fall 1983). "The Racial Feminization of Poverty": women of color as portents of the future for all women. Women's Studies Quarterly. 11 (3): 4—6. JSTOR 40004218.
- Rowe, Audrey (Fall 1991). The feminization of poverty: an issue for the 90's. Yale Journal of Law and Feminism. 4 (1): 73—79. Pdf.
- Starrels, Marjorie E.; Bould, Sally; Nicholas, Leon J. (December 1994). The feminization of poverty in the United States: gender, race, ethnicity, and family factors (PDF). Journal of Family Issues. 15 (4): 590—607. doi:10.1177/019251394015004005. {{cite journal}}: |hdl-access= вимагає |hdl= (довідка)
- Snyder, Anastasia; McLaughlin, Diane K.; Findeis, Jill; Coleman, Alisha; Demi, Mary Ann (2005). Race, residence and family structure: race / ethnic differences in poverty among female-headed families. Population Research Institute.